# Милдред Пиърс (филм)
„Милдред Пиърс“ (на английски: Mildred Pierce) е американски драматичен филм, излязъл по екраните през 1945 година, режисиран от Майкъл Къртис с участието на Джоан Крофорд в заглавната роля. Сценарият, написан от Раналд Макдугъл, е базиран на едноименната новела от 1941 г. на писателя Джеймс Кейн.

## Сюжет
Издържан в стилистиката на жанра филм ноар, филмът представя историята на Милдред Пиърс, майка на две деца, изоставена от съпруга си. През целия си живот тя се опитва да докаже, че може да се справи сама и да има успех. След много усилия, Пиърс става собственик на верига от заведения но така и не успява да получи признание от собствената си дъщеря.

## В ролите
| Актьор            | Роля                  |
| ----------------- | --------------------- |
| Джоан Крофорд     | Милдред Пиърс Берагон |
| Джак Карсън       | Уоли Фей              |
| Закари Скот       | Монти Берагон         |
| Ийв Ардън         | Айда Коруин           |
| Ан Блайт          | Вида Пиърс Форестър   |
| Бътърфлай Маккуин | Лоти                  |
| Брус Бенет        | Албърт Пиърс          |
| Лий Патрик        | г-жа Маги Бидерхоф    |
| Морони Олсън      | инспектор Петерсън    |
| Вида Ан Борг      | Мириам Елис           |

## Награди и номинации
„Милдред Пиърс“ е сред основните заглавия на 18-ата церемония по връчване на наградите „Оскар“, където е номиниран за отличието в 6 категории, включително за най-добър филм, печелейки наградата в категорията най-добра главна женска роля за изпълнението на Джоан Крофорд. През 1996 година, филмът е избран като културно наследство за опазване в Националния филмов регистър към Библиотеката на Конгреса на САЩ.